# Kværs
Kværs – miasto w Danii, w regionie Dania Południowa, w gminie Sønderborg.